# Rufina
Rufina is een gemeente in de Italiaanse provincie Florence (regio Toscane) en telt 7122 inwoners (31-12-2004). De oppervlakte bedraagt 45,7 km², de bevolkingsdichtheid is 156 inwoners per km².
Het is het centrum en de naamgever van het Chianti Rufina-wijngebied.
De volgende frazioni maken deel uit van de gemeente: Masseto, Selvapiana, Stentatoio.

## Demografie
Rufina telt ongeveer 2891 huishoudens. Het aantal inwoners steeg in de periode 1991-2001 met 13,0% volgens cijfers uit de tienjaarlijkse volkstellingen van ISTAT.
| Jaar | Inwoneraantal |
| ---- | ------------- |
| 1991 | 5922          |
| 2001 | 6693          |

## Geografie
De gemeente ligt op ongeveer 115 m boven zeeniveau.
Rufina grenst aan de volgende gemeenten: Dicomano, Londa, Montemignaio (AR), Pelago, Pontassieve en Pratovecchio Stia (AR).